# Annie Hall
Annie Hall je ameriški romantično komični film iz leta 1977, ki ga je režiral Woody Allen. Scenarij sta napisala Marshall Brickman in Allen, produciral ga je Allenov manager Charles H. Joffe. Alvy Singer, ki ga je upodobil Allen, poskuša najti razloge za neuspeh svojega razmerja z glavno žensko vlogo, ki jo je odigrala Diane Keaton, napisana je bila posebej zanjo. 
Glavno snemanje se je pričelo 19. maja 1976 v južnem predelu Long Islanda in trajalo z več presledki deset mesecev. Allen je končni izdelek, pri katerem je prvič sodeloval z direktorjem fotografije Gordonom Willisom, označil za »pomembno prelomnico«, ki je v nasprotju z njegovimi dotedanjimi farsami in komedijami prinesla višji nivo resnosti. Akademiki so poudarili nasprotje New Yorka in Los Angelesa kot stereotip za razlike med spoloma v spolnosti, prikazu Judovske identitete ter elementov psihoanalize in modernizma.
Film Annie Hall je bil premierno prikazan marca 1977 na Losangeleškem filmskem festivalu, uradno pa je izšel 20. aprila 1977. Požel je številne nagrade, tudi Oskarja za najboljši film ter oskarje za najboljšo režijo, scenarij in glavno žensko vlogo. Ob tem je bil nagrajen tudi z nagradama BAFTA in Zlati globus. V Severni Ameriki je prinesel dohodek 38.251.425 $, s čimer je četrti najdonosnejši Allenov film.
Na lestvi stotih najboljših ameriških filmov AFI's 100 Years...100 Movies je uvrščen na 31. mesto, na lestvici stotih najboljših ameriških komičnih filmov AFI's 100 Years...100 Laughs na četrto mesto, na Bravovi lestvi stotih najbolj smešnih filmov pa na 28. mesto. Filmski kritik Roger Ebert ga je označil za »najljubši Allenov film za skoraj vsakega«. Združenje ameriških filmskih in TV scenaristov ga je na lestvici stotih najbolj smešnih scenarijev uvrstilo na prvo mesto. Leta 1992 ga je ameriška Kongresna knjižnica izbrala za ohranitev v okviru Narodnega filmskega registra zaradi njegove »kulturne, zgodovinske ali estetske vrednosti«.

## Vloge
- Woody Allen kot Alvy Singer
- Diane Keaton kot Annie Hall
- Tony Roberts kot Rob
- Carol Kane kot Allison Portchnik
- Paul Simon kot Tony Lacey
- Janet Margolin kot Robin
- Shelley Duvall kot Pam
- Christopher Walken kot Duane Hall
- Colleen Dewhurst kot ga. Hall
- Donald Symington kot g. Hall
- Joan Newman kot ga. Singer
- Marshall McLuhan
- Mordecai Lawner kot Alvyjev oče